# 사카이 다다야스
사카이 다다야스(일본어: 酒井忠予, 1657년 9월 22일 ~ 1736년 1월 28일)는 일본 에도 시대의 다이묘로, 데와노쿠니 마쓰야마 번의 2대 번주이다. 어릴적 이름은 다이스케(大助)이며, 관위는 종5위하, 이와미노카미이다.
메이레키 3년(1657년) 8월 15일, 마쓰야마 번의 초대 번주 사카이 다다쓰네의 맏아들로 태어났다. 엔포 3년(1675년), 아버지가 사망함에 따라 번주직을 계승하였다. 오사카성 가반(大坂城加番)으로 근무했다. 번 재정이 궁핍해졌으므로, 재정 재건을 위해 번사들의 봉록 빌려쓰기를 행했다. 교호 17년(1732년), 맏아들 다다히데가 병으로 눈이 멀자, 8월 29일에 사카이 다다요시를 양자로 맞이하여, 11월 25일에 다다야스에게 가문을 계승하게 하고 은거하였다. 교호 20년 12월 16일, 79세로 사망하였다.
| 전임 사카이 다다쓰네 | 제2대 마쓰야마 번 번주 1675년 ~ 1732년 | 후임 사카이 다다요시 |